# Bužim (Bosznia-Hercegovina)
Bužim községközpont Bosznia-Hercegovinában, a Bosznia-hercegovinai Föderáció Una-Szanai kantonjában. Bužim község területe 129 km2, lakossága pedig 19 340 fő. A népsűrűség körülbelül 150 lakos/km2, ami e kritérium szerint Bosznia-Hercegovinában a legnagyobb (Bosznia-Hercegovina népsűrűsége 80,5 lakos/km2 volt az 1991-es népszámlálás szerint). A község mai területe 14 helyi közösségből áll. Bužim, a közigazgatási, gazdasági, kulturális-oktatási központ a „Hasan Musić-Musa” középiskolával.

## Fekvése
Bosznia-Hercegovina északnyugati részén, Bihácstól légvonalban 30, közúton 46 km-re északkeletre fekvő dombos, erdős vidéken fekszik. Keleten Bosanska Krupával, délen Cazinnal, nyugaton és északon Velika Kladušával, északkeleten pedig a Horvát Köztársasággal határos. A község területe nagyrészt dombos. A településelk és lakott helyek 180-400 m tengerszint feletti magasságban helyezkednek el. Legmagasabb hegyei: a Radoč (630 m), a Čorkovaća (603 m), a Konjodor (476 m), a Veliko brdo (464 m), a Lubarda (420 m) és a Čajino brdo (352 m). 

## Története
A régészeti leletek tanúsága szerint Bužim község területe már a rómaiak érkezése előtt lakott volt. Ezt bizonyítja az itt talált három késő bronzkori, valószínűleg kelta szekerce. A középkorban ezt a területet horvátok lakták, és a Magyar Királyság része volt. E terület lakossága mezőgazdasággal, szarvasmarha-tenyésztéssel, ércbányászattal és érckohászattal, valamint kereskedelemmel foglalkozott. A 14. századi pénzverde létezése azt jelzi, hogy ekkoriban alakult ki a kereskedelem. Ezen a területen később, a törökök bejövetele után egészen Latas Omer pasa uralkodásáig Bužim volt a kereskedelem központja.

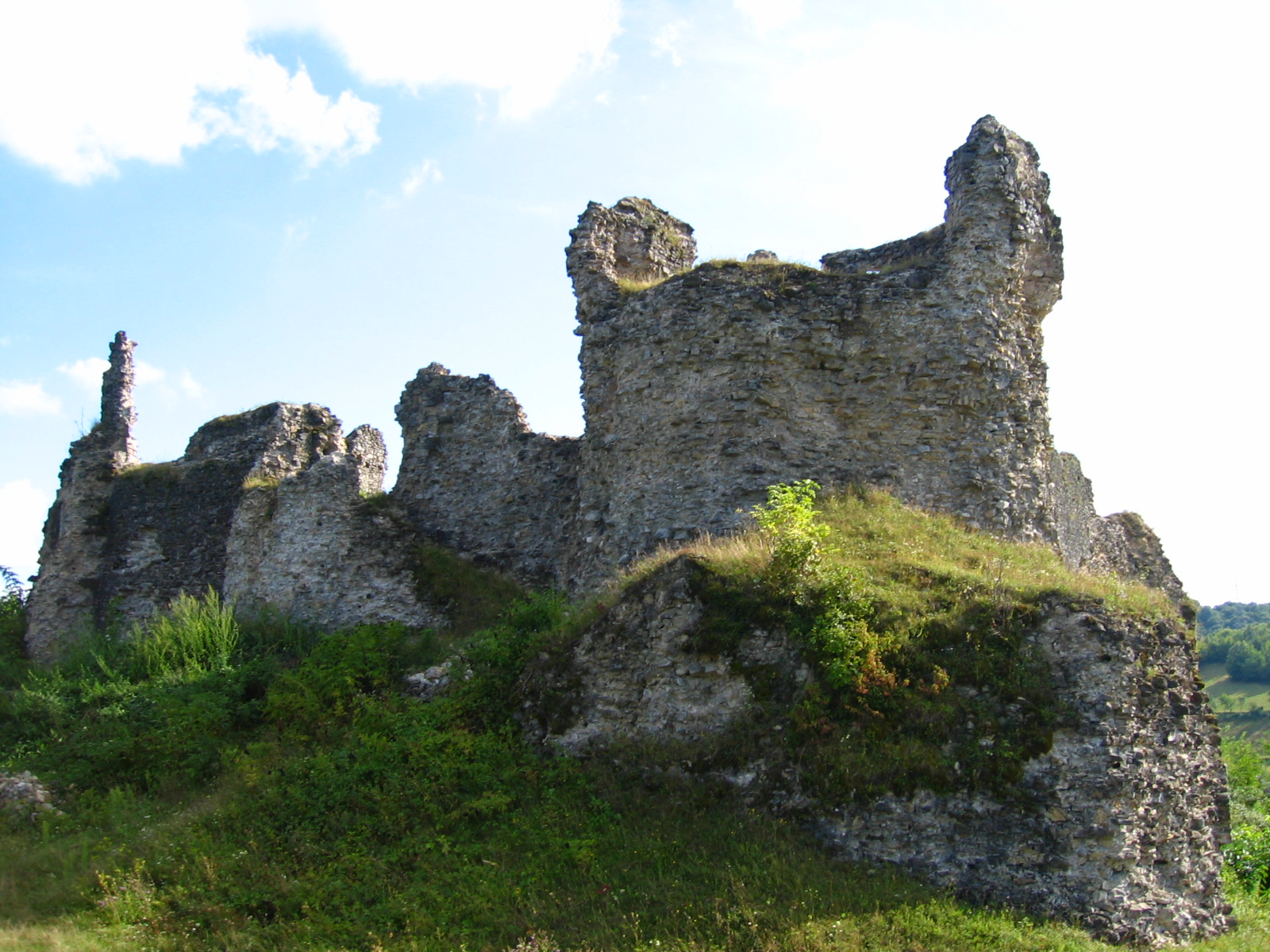
Buzsim várának romjai

A település a középkori vár lábánál jött létre. A 325 méteres tengerszint feletti magasságú hegyen álló vár két részből áll. A belső rész, az óvár trapéz alakú (kb. 30 × 30 méteres területű), keleti falán egy négyszögletes torony, sarkain pedig 4 kerek torony található. A külső vár szintén trapéz alakú (nagysága kb. 80 × 55 méter), négy sokszögletű bástyával és az északnyugati sarokban egy bejárattal. Buzsim várát korábban Csávának vagy Čavski gradnak hívták. A vár a 14. század első felében épülhetett, az 1334-es zágrábi statutum Csáva várában említi a Szent Kelemen templomot. A falu 1356-ig királyi birtok volt, majd a Csávai család tulajdona lett. I. Károly magyar király Buzsim várát Grgur Gallesnek (Galles Gergelynek) adta, akinek leszármazottai 1425-ig birtokolták, majd 1429-ig a Blagaji nemzetségé volt. A továbbiakban Bužim urai Celje grófjai, majd 1546-tól a Frangepánok, 1479-től 1494-ig Juraj Mikuličić és a (bužimi) Keglevicsek voltak. A bejáratnál található glagolita felirat szerint a külső vár Juraj Mikuličić (Mikulicsics György) idejében épült a 15. század végén. A bányászat és a pénzverés Bužim környékén a 16. század elején, Keglević Péter jajcai és horvát bán idejében indult meg. A falu neve is ekkor változott meg, mert az 1501-es tizedjegyzékben még Csávának említett egyházközséget 1528-ban már Buzsimnak nevezik.
Az oszmánok Ferhad Sokolović pasa parancsnoksága alatt 1576-ban foglalták el Buzsimot, a várban felépítették az első mecsetet, és 150 gyalogosból, valamint 50 lovasból álló őrséget telepítettek ide. A várat egy dizdar kormányozta, mely a krupai kapitányságnak volt alárendelve és a Bihácsi szandzsákhoz tartozott. 1626-ban a törökök teljesen felújították. A 17. és 18. században többször is ostromolták a keresztény seregek, de elfoglalniuk nem sikerült. 1833-ban 18 ágyúja volt a várnak. 1834-ben és 1838-ban még mindig jó állapotban volt. A várat 1851-ben hagyták sorsára. 
A mai Bužim település csak a huszadik század elején kezdett kialakulni, jóval később, mint más nagyobb települések. Az 1920-as években már egy kisváros képét öltötte magára önkormányzati épülettel, mecsettel, több kávézóval és csendőrlaktanyával. Bužim eredeti központja a mai Stari Grad településrészen volt, ahonnan a lakosság már a 19. században elkezdett a Bužimnica-völgyébe költözni.
A település keletkezésénél és fejlődésénél a két háború közötti időszakban fontos megemlíteni az 1920-as mecsetépítést, az általános iskola 1923-as létesítését, a Vakuf épületének 1936-os felépítését, az első állami posta megnyílását 1937-ben, és az első két tantermes iskolaépület megépítését 1940-ben. A második világháború után 1956-ban épült fel általános kórház épülete, 1959-ben régi kulturális központ, 1960-ban régi általános iskola, 1976-ban új Čaršija mecset, 1978-ban pedig új nyolcosztályos általános iskola épülete. A nyolcvanas évek elején egy motel, az első lakó- és kereskedelmi épület, a Vrnograč-Bužim távvezeték, a vízhálózat (Hasića kút), a közvilágítás, a 160 számos automata telefonközpont, az első benzinkút és számos új létesítmény épült. Ebben az időszakban Bužimban fa- és textilipar ipari üzemek épültek. A Bužim számára legjelentősebb projektet ebben az időben Bužimnak Otokkal és Vrnogračcsal való közúti összekötése jelentette egy széles aszfaltúttal, melynek építése a hetvenes évek közepén kezdődött és a nyolcvanas évek végén fejeződött be. Ennek az útnak az első szakasza Bužim központi részén keresztül épült meg, Kamenicától a kórházig. Az 1980-as években több ipari üzem épült a Bužimnica-völgyben.
A 19. és 20. században közigazgatásilag Bosanska Krupa községhez tartozott. A boszniai háború utáni időszakban, amikor Bužim visszanyerte a községi státuszt, és jelentős változások mentek végbe a településen. Többek között kiemelendő a középiskolai épület létesítése és megépítése, a vízvezeték-hálózat kiépítése, a Bužimnica medrének szabályozása, új postaépület építése, az egészségügyi központ épülete, a városi mecset rehabilitációja és bővítése, új művelődési központ épületének építése, a bužimi önkormányzat épületének átalakítása, a "Bužim" általános iskola melletti futballpálya építése, számos utca aszfaltozása, járdaszakasz építése stb.
A magáncélú építkezések és fejlesztések terén az elmúlt két évtizedben számos vendéglátó egység, bank, piac és egyéb kereskedelmi létesítmény megnyitása figyelhető meg. Megépült két benzinkút, valamint a személygépjárművek "Auto-kontakt" szolgáltatása. Külön kiemelendő az "Európa" szálloda rekonstrukciója és átalakítása, valamint a "Pleska" hipermarket megépítése. A község központi településeként Bužim sokkal gyorsabban fejlődik, mint a többi környező település. Ez a fejlesztés azonban közel sem elég ahhoz, hogy teljes mértékben megfeleljen az újonnan felmerülő életszükségleteknek. Ebben az értelemben sok fontos projekt, mint például az „elkerülő út”, még az építési fázisban van, és még sok fogja követni az elkövetkező időszakban.

## Népessége
| Nemzetiségi csoport | Népesség 1991 | Népesség 2013 |
| ------------------- | ------------- | ------------- |
| Szerb               | 20            | 1             |
| Bosnyák             | 1643          | 2171          |
| Horvát              | 3             | 1             |
| Jugoszláv           | 10            | 0             |
| Egyéb               | 21            | 18            |
| Összesen            | 1697          | 2191          |

## Gazdaság
Bužim község területén található Bosznia-Hercegovina egyetlen mangánérc bányája. Ma a bánya nem működik, privatizációja 2012-ben fejeződött be.

## Közlekedés
Bužim község területe az RP 401A számú, Bosanska Otoka – Bužim – Velika Kladuša és az RP 401 B számú, Gornji Brigovi – Konjodor – Cazin regionális úttal kapcsolódik a szomszédos községekhez. Fontos kiemelni azt is, hogy a fent említett közúti kommunikáción túl helyi utak is létesítenek kapcsolatot a környező településekkel. Figyelembe véve a közúti kommunikáció fontosságát, az RP 401A számú út főúttá minősítése folyamatban van. Az egyik fontos jövőbeli közlekedési kommunikáció a Bužim – Bućevci helyi út, amely a Kekić kis határátkelőn keresztül köti össze Bosznia-Hercegovinát Horvátországgal.

## Kultúra
Az iszlám hódítás utáni évszázadokban a buzsimi várban másolóműhely működött, ahol a Korán másolását végezték. Így több kéziratos könyvet és a Koránt a mai napig őriznek a magángyűjteményekben. A vidék lakossága korábbi időkből származó írástudásának nyomai máig fennmaradtak. A római oltár és a glagolita tábla a vidék legjelentősebb kulturális emlékei közé tartoznak. Az osztrák közigazgatás idején Bužimban rövid ideig egy medresze működött, melynek részeként segédkönyvtár üzemelt. Mindezek ellenére a régió szélesebb lakossága kulturális és oktatási felemelkedésének kezdetét a két világháború közötti időben kell keresni. Ugyanis akkoriban a bužimi hazafiak szükségét érezték a „Gajret” kulturális és oktatási egyesület helyi szervezete megalapításának. Ez az egyesület többek között jelentős szerepet játszott abban, hogy felhívja a figyelmet arra, hogy a muszlim lakosság előtt meg kell nyitni a közélet, az oktatás és kulturális élet új formáit. A Gajret helyi szervezete 1930. május 9-én alakult meg.

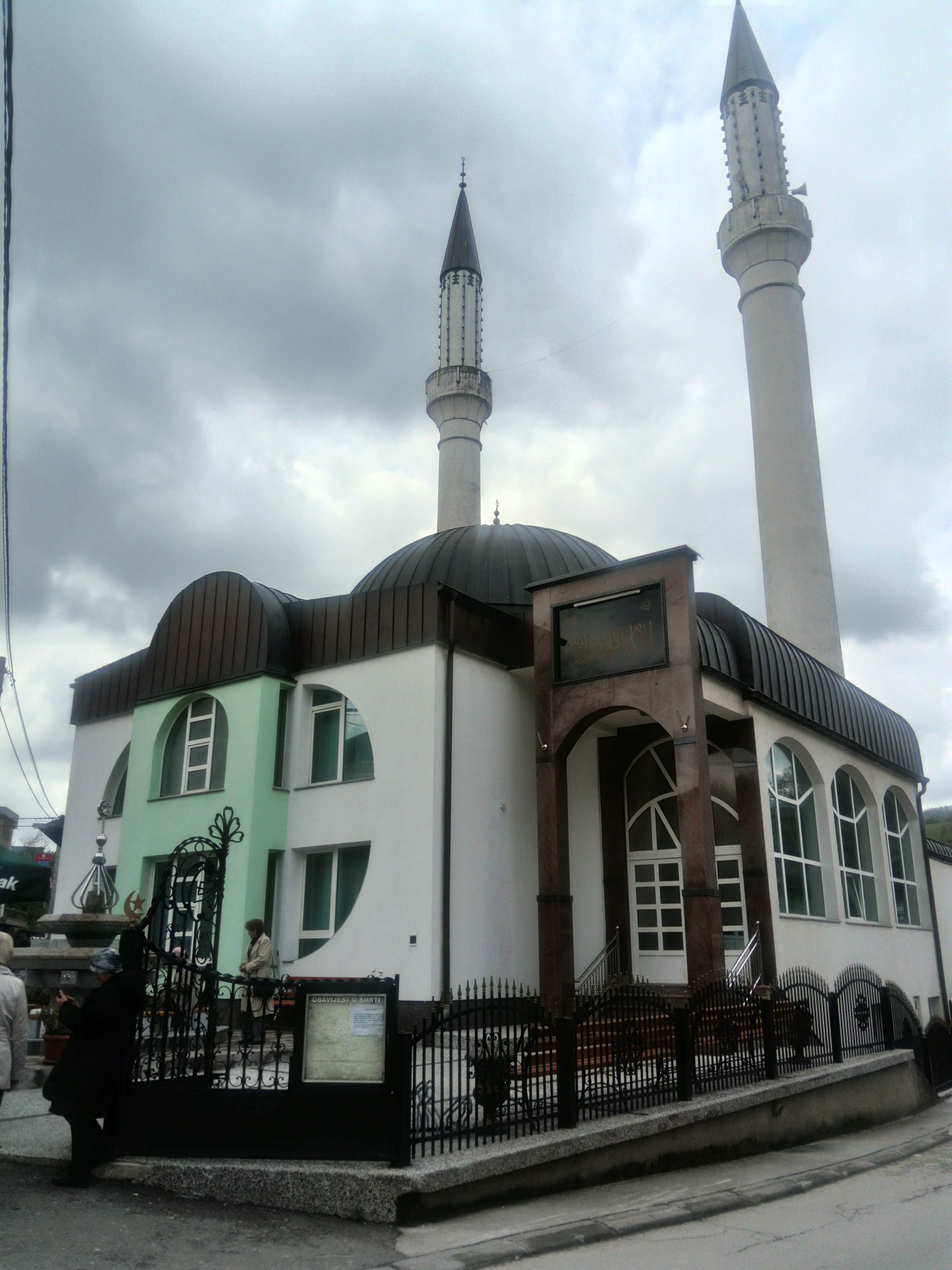
A bužimi modern mecset

A második világháború után a szocialista Jugoszlávia kormánya minden nemzeti és vallási felhanggal rendelkező kulturális és oktatási társaságot felszámolt. Így leállt a Gajret bužimi szervezetének tevékenysége is. Helyette az 1950-es években Bužimban működött egy kulturális társaság, melyben néhány fiatal lelkesedéssel alkalmanként ifjúsági rendezvényeket szervezett. A bužimi kulturális élet fejlődésében fontos lépésnek tekinthető a „régi” bužimi kultúrház felépítése, amelyet 1959. november 22-én nyitottak meg hivatalosan. Ez a létesítmény más iskolai létesítményekkel együtt egészen a közelmúltig fontos közéleti és kulturális események, valamint ifjúsági programok és tevékenységek helyszíne volt. Sokáig a kultúrházi olvasóterem volt az egyetlen hely, ahol a bužimiak minden nap összegyűlhettek és értesülhettek a Bužimon kívüli napi eseményekről. Kevesebb mint egy évig, 1967 szeptemberétől 1968 márciusáig minden nap délutánonként működött illegálisan egy magánrádió Bužimban. Az állomás hatótávolsága 10-15 km volt, és egy 25 W-os adóból, egy modulátorból, két lemezjátszóból, két mikrofonból és egy kis hordozható kábelből állt.Az 1970-es években a „Bužim” általános iskolában két zenekar működött. A Tambourine zenekar élén Hasan Jusić, míg a Harmonica zenekar élén Edina Musić állt. A nagy és kis kórusok mellett ezek a zenekarok voltak felelősek számos fontos dátum megünneplése során az ifjúsági rendezvények szervezéséért, valamint a kulturális és művészeti műsorok előadásáért.
Közvetlenül a boszniai háború előtt, 1992 februárjában megalakult a Muszlimok Preporodi Kulturális Társaságának helyi szervezete. A bužimi nemzettudatos polgárok a bužimi KDM "Revival" megalapításával megtették az első fontos lépéseket az őshonos kultúra és hagyomány előmozdítása, valamint a muszlim-bosnyák identitás kialakítása és megerősítése terén. 1995 júliusában Bužimban megalakult a JP Informativo Bužim kulturális központ, amelynek első igazgatója Sead Emrić volt. Az információs és kulturális központ három szervezeti egységből állt: a Radio Bužimból Jasmina Šahinović vezetésével, a Glas Bužimból Nedžiba Vučelja vezetésével és a Művelődési Házból, amelynek könyvtárát Husein Bajraktarević vezette. A régi épület kora és leromlottsága, valamint a szükséges helyhiány miatt 2009-ben megkezdődött a művelődési központ új, korszerűbb épületének építése. Elkészülése, annak minden felszerelésével együtt, sokkal jobb feltételeket teremt a kulturális és oktatási élet egyesületeinek és magánszemélyeinek munkájához, valamint új kulturális és művészeti rendezvények, rendezvények szervezéséhez. Ugyanígy a városi könyvtárnak is otthont adó épület elkészültével várhatóan megoldódik a városi könyvtár jelenlegi problémája is.

## Oktatás
Az oszmán uralom idején az oktatási életet a felekezeti vagy vallási iskolák uralták, amelyek elsősorban a szellemi felvilágosító funkciót töltötték be. Az osztrák-magyar uralom érkezésével megindult az oktatási élet, megnyíltak az első állami iskolák. A konzervatív társadalmi nézetek, majd a terület általános fejletlensége és a tanári kar hiánya azonban tovább lassította az oktatás fejlődését. A két háború közötti időszakban az oktatás fejlesztésében nem volt nagy előrelépés, Bužimban a lakosság többsége még mindig írástudatlan volt. A meglévő radoči iskola mellett 1923-ban négy évfolyamos általános iskola jött létre Bužimban. Az órákat kezdetben magánházban, később a régi önkormányzati épületben, majd egy ideig a Vakuf épületben tartották. Ugyanebben az évben kezdték meg az iskolaépület építését, melynek építése 1940-ig tartott. A második világháború utáni időszakban az oktatás fokozatos fejlődésnek indult. Kötelezővé vált az iskoláztatás, évről évre csökkent az analfabéták száma. Az 1945/46-os tanévben a bužimi iskolának három osztálya volt, 158 tanulóval. Az iskola épületének 1960-as bővítésével a bužimi iskola egy nagyobb, nyolcosztályos általános iskolává nőtte ki magát. Bužimban az 1961/62-es tanév volt az első, amikor a tanulók elvégezték a nyolcadik osztályt. Ma Bužimban van egy középiskola, és egy kilencosztályos általános iskola Bužimban. A „Bužim” Általános Iskola részeként működik Varoska Rijekában a „Lotos i ljiljan” kilencosztályos körzeti iskola is, amely a japán kormány adományából épült 2003-ban.

## Sport
Bužimban 21 sportklub működik, ezek közül néhány:
- FK Vitez labdarúgóklub, a település leghíresebb és legrégebbi sportegyesülete
- Mangan futballklub
- "Asim Bajrektarević – Hamza" taekwondo klub, amelynek tagjai gyakran a bosznia-hercegovinai válogatott tagjai
- "Fadil Bajrektarević – Gazija" taekwondo klub
- Bužim röplabdaklub (férfi és női)
- Bužim kosárlabdaklub
- Bužim kézilabdaklub
- OKI Buzim
- Galeb kisebb futballklub
- Bužim sakk-klub
- Extrém sportok klubja
- Bužim karateklub

## Nevezetességei
- Buzsim vára a Boszniai Krajina egyik legnagyobb és legfontosabb középkori erődítménye volt, eredetéről azonban megbízható nincs információ. Építési módja szerint a 14. században épülhetett. Mivel a várban álló Szent Kelemen templomot 1334 már említik, ekkorra már a vár is bizonyosan állt. A vár egy belső és egy külső várból áll. A teljes komplexum 7267 m2-es területet foglal el. A belső, régebbi erődítmény eredetileg egy kisebb várkastély volt, viszonylag szabályos négyszög alappal, sarkain magas, henger alakú tornyokkal. A 15. század végén a várat újabb erődítménnyel, a külső várral vetták körül, melynek alaprajza trapéz alakú, sarkain pedig sokszögű tornyok álltak. Falai 15-20 méter távolságra vannak a belső vár falaitól. A sáncok vastagsága 2 méter. A nyugati és északi sáncot teljes hosszában, a déli és a keleti sáncot pedig részben megtisztították. A falak magassága 5-8 méter. A külső vár a falai és tornyai jóval alacsonyabbak, melyek a tetején ágyúk helyezkedtek el. Ezzel egyidőben a tornyokban és a belsővár falán tűzfegyverek nyílásait, állásait építették ki. A külső védvonal kiépítésével a belső várat védték a közvetlen tüzérségi tűztől, egyúttal annak megközelítését nehezebbé tették, mert a belső vár tornyai a külső falai fölé magasodtak. Buzsim elfoglalása után a törökök a belső várban nagy és szilárd építésű kőmecsetet építettek.

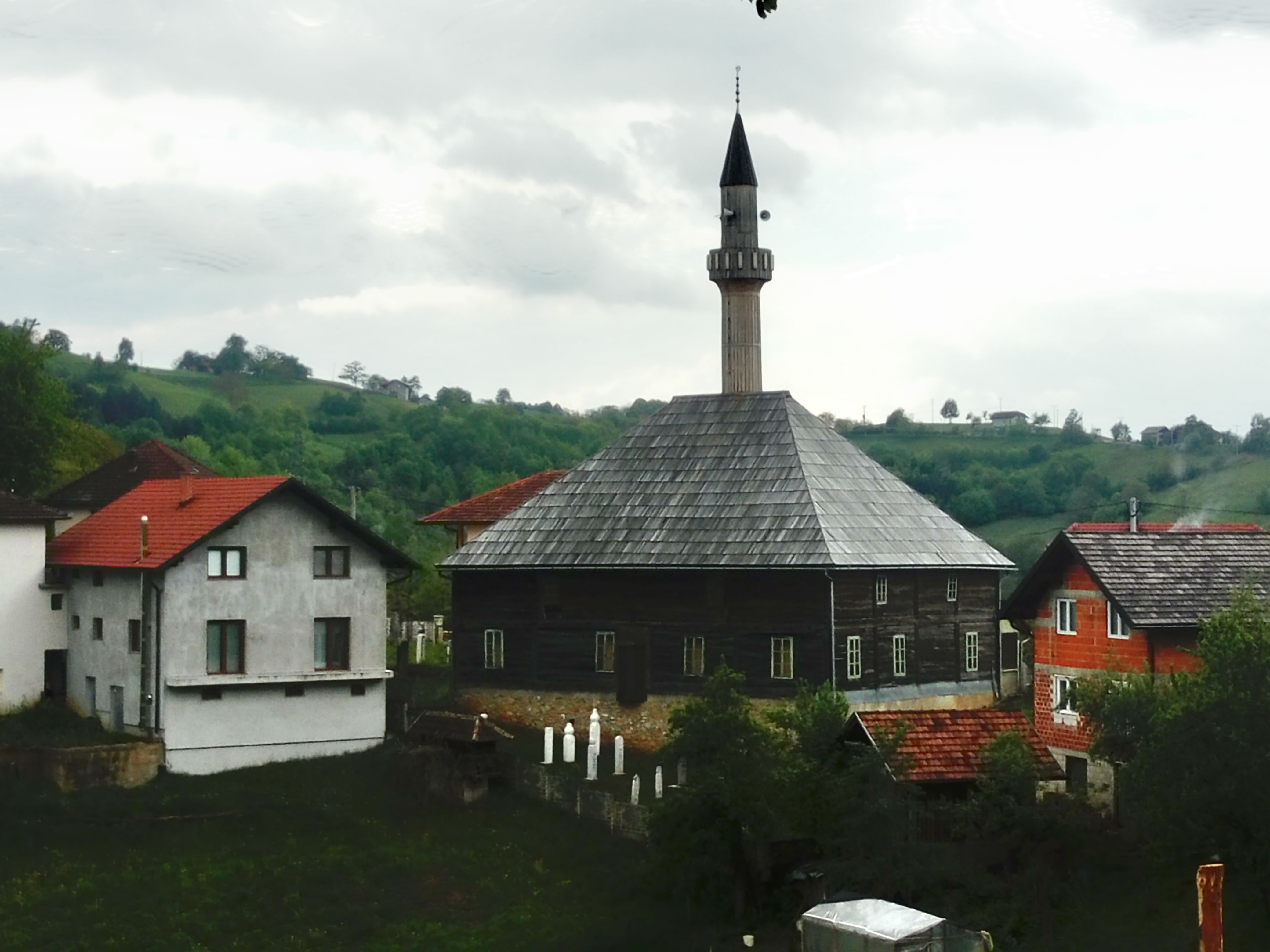
A régi bužimi famecset

- A vár alatt található a 18. században épült a fából készült mecset, fa minarettel. Az épület keletkezésének pontos dátumát nem ismerjük. A mecset tornácán található feliratos emléktábla azt írja, hogy a mecsetet 1835-ben újították fel, a bent őrzött mecset felújításáról szóló felirat pedig azt mondja, hogy a mecsetet és a közvetlen közelében lévő szökőkutat Mehmed Salih Vedžihi boszniai paša építtette 1838-ban. Ezek alapján megállapíthatjuk, hogy a mecset 1835 előtt épült. A famecset téglalap alaprajzú, külső méretei kb. 14 x 18 méter, melyhez egy 2,50 x 18 méteres veranda csatlakozik. Bosznia-Hercegovinában (és valószínűleg a Balkánon is) ez a legnagyobb famecset. Az épület mérete és a mecset belső magassága miatt az épület vízszintesen és függőlegesen is tagolt. A mecset elrendezését négy vízszintes sorban álló teherhordó faoszlopokkal valósították meg, amelyek a mihrab fal irányával párhuzamosan elhelyezett fagerendákat hordoznak. A mecset belseje jellemzően keleti: régi, színes szőnyegek borítják, valamint régi keleti dokumentumok és egy kis praktikus vallási és világi könyvek könyvtára is található benne. A mecset háremében bosnyák alimok, gázik (hősök), (csatában elesett) mártírok fülkéi, valamint a hajdzs-kövek, főimádságok és sírok ismert jelenségei találhatók.

- Bužim község és környéke gazdag felszíni és felszín alatti vizekben, amit a föld geológiai összetétele és az éghajlati tényezők is befolyásolnak. Az önkormányzat területén egy „zöld oázist” jelentő mesterséges víztározót is kialakítottak, amely pontyokkal van tele. A Bužimi-tó rekreációs, fürdőzési (kényelmes csónakázási) területként is funkcionál.

- A Svetinja gyógyvíz forrása Bužitól 12 km-re keletre, Cavnik vára közelében található. A víz minden évben egyszer, általában május 6-án egy bizonyos időpontban (általában dél körül) folyni kezd. A forrásból vett vizet 24 óra eltelte után látáskezelésre használják. A Svetinja piknikterület első üteme 2007 májusában készült el. A kirándulóhelyen egy vadászház található.

- Elkasova Rijeka és Čava területén még mindig vannak feltáratlan barlangok.

## Fordítás
- Ez a szócikk részben vagy egészben  a   Bužim című bosnyák Wikipédia-szócikk ezen változatának fordításán alapul.  Az eredeti cikk szerkesztőit annak laptörténete sorolja fel. Ez a jelzés csupán a megfogalmazás eredetét és a szerzői jogokat jelzi, nem szolgál a cikkben szereplő információk forrásmegjelöléseként.